# Harlem (Montana)
Pour les articles homonymes, voir Harlem (homonymie).
La ville de Harlem est située dans le comté de Blaine, dans l’État du Montana, aux États-Unis. Sa population s’élevait à 808 habitants lors du recensement de 2010.